# Verdrag van Parijs (1815)

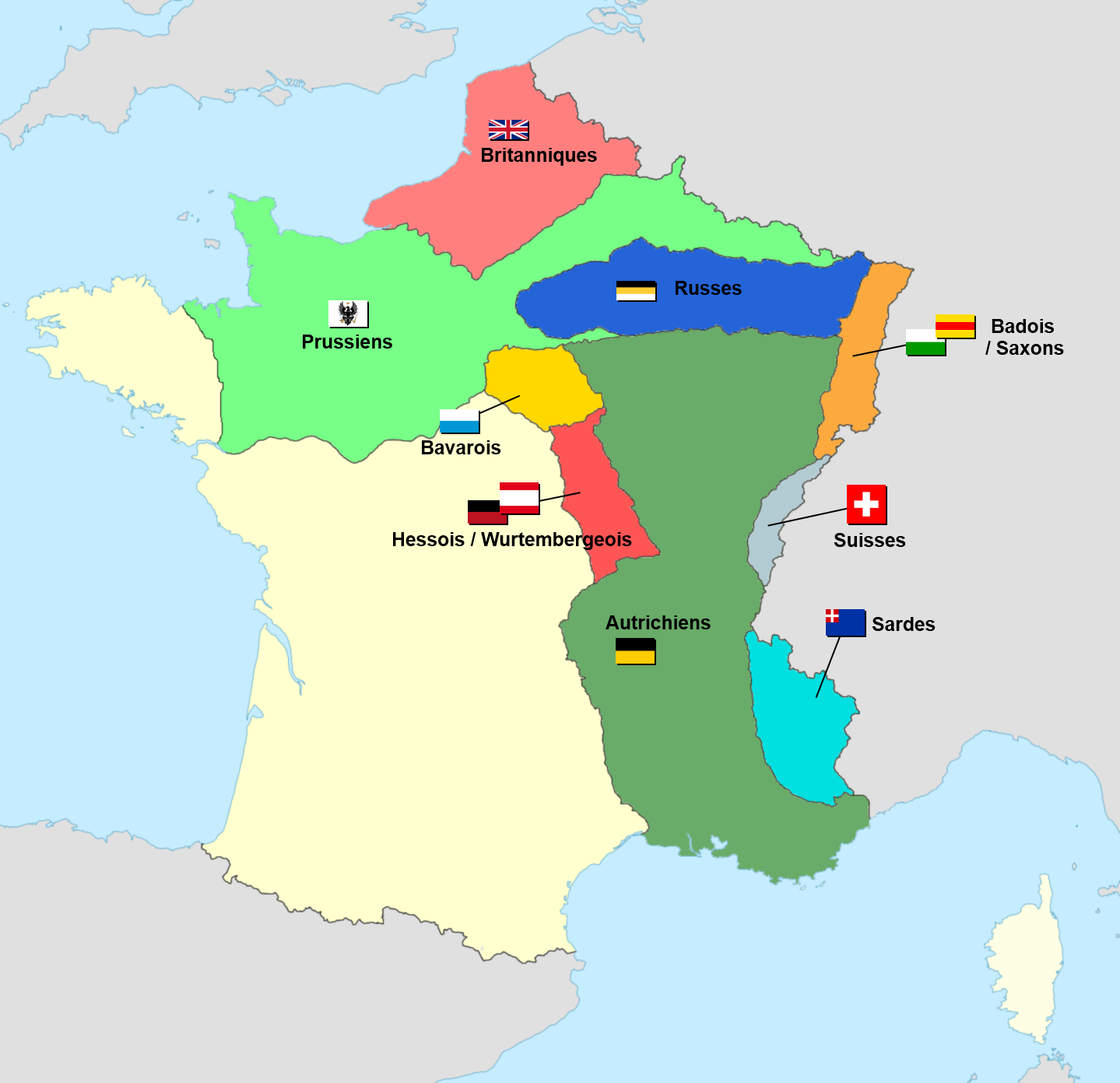
De bezetting van Frankrijk van 1815 tot 1818

Het Tweede Verdrag van Parijs werd op 20 november 1815 in Parijs ondertekend. Na de definitieve nederlaag van Napoleon in de Slag bij Waterloo legden de bondgenoten Frankrijk op hoe het bestuurd moest worden.

## Situering
De bondgenoten Oostenrijk, Rusland, het Verenigd Koninkrijk en Pruisen waren van mening dat Frankrijk en in het bijzonder de Bonapartes na Napoleons terugkeer (de Honderd Dagen) en zijn debacle in Waterloo, politiek, territoriaal, militair en financieel diende afgestraft te worden. Men wilde de toegevingen, gedaan aan Frankrijk in het vorige verdrag van 1814, tenietdoen.
In de afstraffing van Frankrijk voor de "Franse rebellie" wilde Pruisen het verst gaan. Karl August von Hardenberg en Wilhelm von Humboldt spraken over een opdeling en zelfs een vernietiging van Frankrijk. Immers, stelden zij:
"Europa had Frankrijk een jaar eerder grootmoedig vergeving geschonken en het land er met een lichte straf vanaf laten komen, maar dat zo een clemente houding gezien het verraad van het Franse volk nu onvergeeflijk zou zijn."
Metternich stelde dat het grootste gevaar voor Europa niet het land Frankrijk zou zijn maar het "gewapend jacobinisme". De berekenende tsaar Alexander I zag geen voordeel voor Rusland in het verrijken van Pruisen en Beieren in geld en gebieden. De Franse dreiging voor Rusland was van de baan, meer nog, Frankrijk zou in de toekomst een nuttige bondgenoot kunnen worden.
Castlereagh wilde Frankrijk niet te sterk verzwakken om het weerbaar te houden tegen het Pruisische expansionisme en stelde een langdurige militaire bezetting van Frankrijk voor, in plaats van een gebiedsverkleining. Hij stelde dat dit de bondgenoten blijvend zou binden doordat zij het toezicht op Frankrijk gezamenlijk zouden moeten verzekeren. Castlereaghs ideaal van een permanente alliantie zou alzo vorm krijgen.

## Besluiten van het Verdrag

Door Frankrijk verloren grondgebied

Dit verdrag was een aanvulling op de slotakte van het Congres van Wenen en werd ondertekend door Oostenrijk, Rusland, het Verenigd Koninkrijk en Pruisen, ditmaal met uitzondering van Frankrijk.
Het kwam tot een compromis met de volgende besluiten:
PolitiekHet verdrag voorzag in een verplichting van de vier bondgenoten tot gezamenlijk optreden om de gedane afspraken te beschermen. Daarbij moest men solidair voorkomen dat er ooit nog een lid van de familie Bonaparte in Frankrijk aan de macht zou komen. Men nam zich voor regelmatig bijeen te komen met de ministers van Buitenlandse Zaken om bij een dreiging de situatie te bespreken.
TerritoriaalHet land werd teruggebracht tot zijn grenzen van 1790. De enclave bestaande uit de stad en het fort Saarlouis ging naar Pruisen; Landau ging naar Beieren, het Koninkrijk der Nederlanden werd uitgebreid met de streek rondom de forten van Condé, Philippeville, Charlemont en Mariembourg; Oostenrijk verkreeg het Fort l'Écluse en het Kasteel van Joux.
MilitairFrankrijk diende voor de periode van vijf jaar een vreemd observatieleger van 150.000 man op zijn grondgebied te dulden en op zijn kosten te onderhouden.
FinancieelDe Fransen moeten 700 miljoen francs aan herstelbetalingen betalen, in vijf schijven elk jaar een. Frankrijk diende 200 miljoen frank extra te betalen om de bouw van vijandelijke forten aan zijn eigen grens te bekostigen.
CultureelAlle door Frankrijk geroofde kunstwerken (zogenoemde roofkunst) opgeslagen in het Louvre dienden aan de rechtmatige eigenaars teruggegeven te worden. In het eerste Verdrag van Parijs had Frankrijk alle kunstschatten mogen behouden die ze tijdens de Franse revolutionaire en napoleontische periode uit heel Europa had geroofd. Conservator Denons zorgvuldig bij elkaar geroofde gigantische kunstverzameling werd ontmanteld. Het betrof 2065 schilderijen, 130 standbeelden, 289 bronzen voorwerpen en 2619 andere kunstvoorwerpen. Niet alle geroofde kunst uit de Zuidelijke Nederlanden zou naar aan de rechtmatige eigenaar, vaak een kerk, terugkeren. Een geroofd schilderij van Rubens, met als titel Het visioen van Dominicus keerde nooit terug en bevindt zich nu in het Musée des Beaux-Arts van Lyon. Ondanks het verdrag is het merendeel van de huidige collectie in het Louvre nog een erfenis uit de tijd van Napoleon en dus geroofd.
Koning Lodewijk XVIII werd ook onder druk gezet om de trans-Atlantische slavenhandel terstond af te schaffen.

## Toelichting van het Verdrag
Het verdrag wordt ingeleid met de bewoording: In naam van de heilige en ondeelbare Drie-eenheid. Dit verwijst naar de verbannen Jezuïeten en de nieuwe rol van de godsdienst, in het bijzonder de Katholieke Kerk als reactie tegen de Napoleontische tijd. Teneinde te Frankrijk en Europa te bewaren tegen de omwentelingen met welke Napoleon Bonaparte hen bedreigde, veroordelen de ondertekenaars van het Verdrag ook de Franse Revolutie ( ... en door het in Frankrijk aangenomen Revolutionaire systeem.)
In het verdrag wordt gesteld "In het verlangen om door het ongeschonden handhaven van het koninklijk gezag, en het herstel van de toepassing van het Grondwettelijk Handvest, de orde van zaken te consolideren die in Frankrijk gelukkig hervestigd werd."
Het Grondwettelijk Handvest waarnaar verwezen wordt is het Charter van 1814, het jaar voordien bekrachtigd door Lodewijk XVIII. Dit Handvest was sinds 1814 de grondwettelijke basis voor de restauratie van het Franse Koninkrijk. Door de terugkeer van Napoleon te aanvaarden was Frankrijk immers in de ogen van de geallieerden schuldig aan een nieuwe rebellie, “in afwijking van de vaderlijke bedoelingen van zijn koning”, zoals het verdrag stipuleert.
Daarbij werden het Verdrag van Parijs van 1814 en de besluiten van het Congres van Wenen van 9 juni 1815 eveneens bevestigd. Het verdrag verwijst ook naar de afschaffing van de slavernij door Napoleon gedurende de Honderd Dagen, zonder het te bevestigen.

## Onderhandelaars van het Verdrag

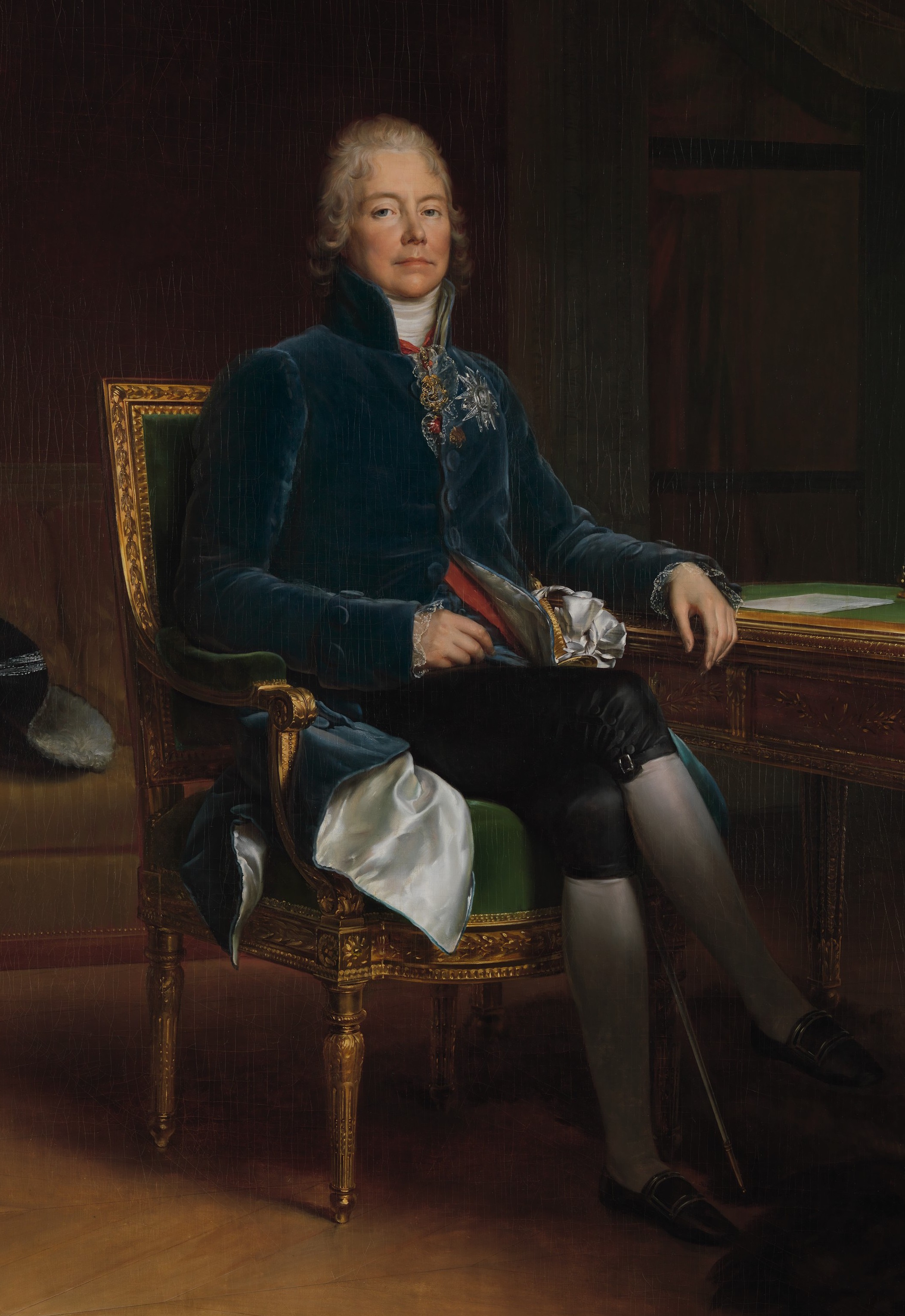
Talleyrand

- Groot-Brittannië: Wellington en Castlereagh
- Rusland: Andreas Razoemovski en Capodistrias
- Oostenrijk: Felix zu Schwarzenberg en Metternich
- Pruisen: Karl August von Hardenberg en Wilhelm von Humboldt
- Frankrijk: Talleyrand, Emmerich Joseph von Dalberg en Joseph-Dominique Louis

## Gevolgen op lange termijn van het Verdrag
Door de onverzettelijke houding van Talleyrand, die niet akkoord kon gaan met de voorwaarden van het verdrag, werd deze door koning Lodewijk XVIII uit zijn ambt ontzet. Armand-Emmanuel du Plessis, hertog van Richelieu, een vertrouweling van tsaar Alexander I werd op 26 september 1815 benoemd aan het hoofd van de Franse regering. Talleyrand werd afgescheept met de titel van Opperkamerheer.
Frankrijk werd vernederd en gedwongen veel van de sociale verworvenheden en de glorie van de revolutionaire periode op te geven. De noodzaak dit onrecht te herstellen leidde rechtlijnig naar de oorlogsdreiging van 1840, de Frans-Duitse Oorlog van 1870, naar 1914 en 1940, en een eeuw lang een bloedige cyclus van overspannen reacties.